# Mod Solnedgangen
"Mod Solnedgangen" er første single fra Nik & Jays fjerde studiealbum Engle eller Dæmoner. Singlen blev udgivet 21. februar 2011. 

## Hitliste
| Hitliste (2011)               | Højeste placering |
| ----------------------------- | ----------------- |
| Danmark (Track Top-40)        | 1                 |
| Danmark Airplay (Tracklisten) | 2                 |

### Certifikationer
| Land | Certificering | Salg       |
| --- | ------------- | ---------- |
| Danmark (IFPI Danmark) | Platin        | 30.000^    |
| Streaming |               |            |
| Danmark (IFPI Danmark) | Platin        | 2.600.000^ |
| *Salgstal baseret på certificering alene. · ^Forsendelsestal baseret på certificering alene. · xUspecificerede tal baseret på certificering alene. · Salgstal+streamingtal baseret på certificering alene. |               |            |

## Eksterne Links
Lyrikken til Mod Solnedgangen
| Musik | Spire Denne musikartikel er en spire som bør udbygges. Du er velkommen til at hjælpe Wikipedia ved at udvide den. |